# Eretmodini
Die Eretmodini, im deutschen auch Grundelbuntbarsche genannt, sind eine Tribus der Buntbarsche (Cichlidae). Fünf der sechs Arten der Eretmodini leben endemisch im Tanganjikasee in Ostafrika, eine, bisher unbeschriebene, im Lukuga, dem Abfluss des Tanganjikasees zum Kongo. Die Monophylie ist durch verschiedene morphologische Merkmale und Untersuchung von DNA-Sequenzen erwiesen. Die Grundelbuntbarsche leben auf dem Grund nahe der Küste oberhalb einer Tiefe von 1,8 Metern. Sie bewegen sich mit einem ruckartigen „Hüpfen“ über den Seeboden. Alle Eretmodini sind Maulbrüter.

## Merkmale
Die Eretmodini sind kleine Buntbarsche mit gedrungenem Körper und Längen von 7 bis 10 cm. Das Maul ist unterständig und kann spitz oder breit sein. Die äußeren Zähne stehen nach außen und dienen dazu, Aufwuchs vom felsigen Untergrund zu raspeln. Die Färbung der Fische ist meist grau oder bräunlich mit senkrechten Streifen auf den Körperseiten oder hellblauen Punkten in der oberen Körperhälfte. Die Schwimmblase ist klein.

## Innere Systematik
- Gattung Eretmodus Boulenger, 1898
  - Eretmodus cyanostictus Boulenger, 1898
  - Eretmodus marksmithi Burgess, 2012
- Gattung Spathodus Boulenger, 1901
  - Spathodus erythrodon Boulenger, 1900
  - Spathodus marlieri Poll, 1950
- Gattung Tanganicodus
  - Tanganicodus irsacae Poll, 1950
  - Tanganicodus sp. „Niemba“, unbeschrieben[1]